# Crow (rivière de Nouvelle-Zélande)
Pour les articles homonymes, voir Crow.
La rivière Crow  (en anglais : Crow River) est un cours d’eau, qui est localisé dans le parc national d'Arthur's Pass, dans la région de Canterbury, dans l’île du Sud de la Nouvelle-Zélande.

## Géographie
Elle prend naissance près du mont Rolleston et s’écoule vers le sud dans le fleuve Waimakariri .
La rivière fut dénommée d’après l’espèce glaucope cendré, parfois appelé « orange-wattled crow », une espèce d’oiseaux, qui fut découverte en 1865 durant une exploration de cette zone. L’espèce fut aperçue pour la dernière fois dans les années 1930 et est probablement éteinte .
Le ministère de la Conservation maintient en état des chemins de randonnée le long des berges de la rivière et un refuge, qui est disponible pour les randonneurs.